# 大海 (小說)
大海（英語：The Sea）是愛爾蘭小說家約翰·班維爾的第十八本小說，於2005年出版。贏取了該年的英國布克獎。約翰·班維爾十分滿意這次的勝利，因為1989年他的小說證據之書被列為英國布克奖的名單,但只獲得當年的Guinness Peat Aviation Award。